# Hans Timme
Hans Timme (* 15. Juni 1911 in Hamburg; † 13. Juli 1995 in Lübeck) war ein deutscher Politiker (SPD).
Hans Timme war ein Sohn eines Brauers und besuchte eine Realschule. Er machte eine Lehre als Versicherungskaufmann, in diesem Beruf arbeitete er auch.
Nach dem Zweiten Weltkrieg arbeitete Timme bei der Feuersozietät in Berlin. Er trat 1953 der SPD bei und wurde später Mitglied der Bezirksverordnetenversammlung im Bezirk Kreuzberg. Durch den plötzlichen Tod Willy Hennebergs rückte Timme im September 1961 in das Abgeordnetenhaus von Berlin nach, dem er bis 1963 angehörte. Ab 1964 war er im Vorstand der Feuersozietät und später deren Vorstandsvorsitzender.